# Shanelle Nyasiase
Shanelle Nyasiase là một người mẫu thời trang Nam Sudan gốc Ethiopia.

## Cuộc sống ban đầu
Nyasiase sinh ra ở Gambela, Ethiopia, Năm chín tuổi, cô chuyển đến Juba, Nam Sudan. Nyasiase có ba anh chị em. Mười ba tuổi, cô chuyển đến Nairobi, Kenya.

## Sự nghiệp
Nyasiase được mô hình hóa tại địa phương ở Kenya trước khi được phát hiện. Cô đã ra mắt tuần lễ thời trang của mình trong mùa F / W 2017, đi bộ cho Miu Miu, Rick Owens và Armani. Năm 2018, cô đi bộ cho Tom Ford, Jason Wu, Marc Jacobs, Burberry, Erdem, Mulberry, Gucci, Marni, Versace, Rochas, Dries Van Noten và Kenzo cùng với những người khác. Nyasiase đáng chú ý đã khép lại chương trình S / S 2019 Balenciaga.
Cô đã xuất hiện trong các quảng cáo cho Versace, Alexander McQueen, Marc Jacobs và Issey Miyake.
Cô hiện đang được xếp hạng trong danh sách nóng của Wikipedia bởi models.com. Vogue Anh liệt kê cô là một trong những người mẫu hàng đầu của Tuần lễ thời trang Luân Đôn.
Đối với một video trên tạp chí Vogue về người mẫu Nam Sudan, Nyasiase đã mô tả cách cấm đi du lịch của Trump ảnh hưởng đến sự nghiệp của cô.